# 洪姓
洪姓为中文姓氏之一，在《百家姓》中排名第184位。2006年中国大陆洪姓人口排名第99名，主要集中于华南地区的广东、广西、赣南、闽南四地。此姓氏（홍）在韓國亦有分佈，約佔當地人口1.13%。

## 起源

### 共工氏後裔說
洪姓的一支源於上古時期炎帝神農氏之後，共工氏的後代。共工本姓共氏，自黃帝時代起即擔任掌管水利的官職，後被尊為水神。據傳說，顓頊帝時期，共工起兵爭奪天下但失敗，憤而撞倒支撐天地的西北方不周山。至大禹治水時，共工氏再度不臣，被大禹平定後流放至江南蠻荒地區。共工氏後人為紀念祖先與水利相關的功績，於「共」字旁加水部，形成「洪」字，並以此為姓。

### 以國為姓說
西周時期，有人受封於共地，建立共國，稱為共伯。春秋時期，共國為衛國所滅，其後代遂以國名「共」為姓。後因避仇改為洪姓。

### 避諱改姓說
唐代豫章地區原有「宏」姓氏族，因避唐玄宗（李隆基）之名諱「隆」及「宏」，遂改「宏」為「洪」。五代時期，參知政事劉弘昌、劉弘果亦因避宋太祖之父趙弘殷之名諱「弘」，改「弘」為「洪」，並由劉姓改為洪姓。

### 翁氏改姓說
另有一支洪氏傳自翁氏，堂號為「六桂堂」。相傳宋朝翁乾度育有六子，皆登進士第，後分遷各地，改為翁、方、江、洪、龔、汪六姓，號稱「六桂聯芳」。但目前有關「六桂堂」的說法版本不一，說法歧異，可信性尚待考證。
一說周昭王庶子封地於翁山（今浙江），後代以翁為氏，至宋代翁乾度長子改姓洪，並傳至今。此說有待查證，疑為後人附會。

## 遷徙分布
在先秦時期，洪姓以「共氏」的形式活動於今河北北部與遼寧一帶（古幽州）。秦漢之後，始見「洪」姓之書寫與使用。至南北朝時期，因戰亂導致人口南遷，洪氏逐漸南遷至江淮、閩贛地區。隋唐之際，江南地區已見洪姓聚族而居，形成望族。
歷史上洪姓主要形成三大支系：
上古共工氏之後；
唐代江西南昌「宏」氏避諱改為洪氏；
唐德宗時期江蘇武進「弘」氏改洪氏。
其中以共工氏一脈歷史最為久遠。

## 在台灣的發展
洪姓在台灣為第十七大姓，屬常見姓氏。主要分布於嘉義市、臺中市、南投縣與澎湖縣等地，祖籍多來自福建南部沿海地區。據記載，永曆二十八年（1674年），洪應興率徐降華等七人自福建來台，於旗後（今高雄）捕魚並建立始祖宮，成為洪氏來台的重要先祖。此後，大量閩南人陸續移入，洪姓逐漸繁衍於台灣各地。

## 郡望
- 敦煌郡：汉武帝元鼎六年置。在今甘肃省河西走廊西端。
- 豫章郡：汉代将秦代的九江郡改为豫章郡。
- 宣城郡：晋时置郡。治所在宛陵（今安徽省定城）。

## 堂号
- 燉煌堂：因洪姓曾是唐朝時敦煌郡的郡望，故亦有此堂號。此堂號是目前在台灣地區的洪姓及部分華僑所用。如南投縣草屯鎮洪姓族譜、臺南市北門區洪氏宗親會堂便是便用此堂號。
- 嶝山堂：洪姓先祖洪皎是北宋政和五年進士，南宋建炎年間年間擔任福州府丞，奉諫議大夫。洪姓嶝山堂在臺灣的台中大肚區和彰化二林鎮及芳苑鄉亦有分佈。
  - 洪皎之次子洪道因避亂於紹興十年（1140年）隱居同安縣小嶝嶼後頭保社，創立嶝山分堂號。
- 双忠堂：宋代洪皓，以礼部侍郎的身份出使金国，被扣15年不屈服，被比作苏武。儿子洪迈，又以翰林学士的身份出使金国，金人强迫他称"陪臣"他坚决拒绝，被金人拘留。他父子都为了祖国恪尽忠诚，人称"父子双忠"。
- 六桂堂：宋朝時候福建地方的翁乾度生有六子，皆中進士。後為避亂分姓為洪、江、翁、方、龔、汪六姓，時人美曰：「六桂聯芳」。於南方省分、台灣、東南亞分佈最多。見翁姓。

## 延伸阅读
[在维基数据编辑]
 《百家姓》
 《欽定古今圖書集成·明倫彙編·氏族典·洪姓部》，出自陈梦雷《古今圖書集成》

## 外部連結
- 洪氏宗亲网 （页面存档备份，存于）